# マルコ・ロッシ (1978年生のサッカー選手)
マルコ・ロッシ（Marco Rossi, 1978年4月1日 - ）は、イタリア・セラヴェッツァ出身の元サッカー選手。現役時代のポジションはMF。チームプレーに徹する利他的なメンタリティーを持ち、中盤右サイドが主戦場だが、中盤をどこでもこなせるユーティリティプレーヤー。

## 経歴
キャリアをASルッケーゼでスタートさせ、2000年からACFフィオレンティーナにてプレー。自己犠牲的な精神にあふれてチームを支え、当時のファティ・テリム監督より賞賛された。2003年から古豪ジェノアCFCでプレー。不正による3部降格処分（2005年）にも関わらず残留し、セリエB、セリエA昇格（それぞれ2007年と2008年）に貢献。クラブ会長エンリコ・プレツィオージやジャン・ピエロ・ガスペリーニ監督から絶大な信頼を受け、キャプテンを務めていた。それから9シーズンに渡って所属し、公式戦280試合に出場した。 
2013年に現役を引退し、契約で引退後はクラブのスタッフになることが決まった。背番号7はジェノアの永久欠番となっている。 
フィオレンティーナの破産（2002年）、ジェノアの降格処分を経験するなど苦労を重ねている。

## 所属クラブ
- ASルッケーゼ・リベルタス1905 1995-1998
- サレルニターナ・カルチョ1919 1998-2000
- ACFフィオレンティーナ 2000-2002
- コモ・カルチョ 2002-2003
  - → ジェノアCFC (Loan) 2003-2004
- ジェノア 2004-2013